# Червена стрела (Средна земя)
Червената стрела (на английски: Red Arrow) е измислено оръжие от фантастичната Средна земя на фентъзи-писателя Джон Роналд Руел Толкин. Стрелите са с черни пера и стоманено острие, боядисано в червено. Червена стрела е използвана от Гондор при свикване на съюзници в случай на нужда.
В Книга 5, Глава 3 от „Властелинът на пръстените“ Хиндор, вестоносец на владетеля Денетор, предава на Теоден Червена стрела — знак, че Гондор е в голяма опасност и има нужда от помощ. Теоден се отзовава и повежда рохиримите, за да се включи в битката за защита на Минас Тирит.
За разлика от книгата, във филма-екранизация „Властелинът на пръстените: Завръщането на краля“ на режисьора Питър Джаксън за призоваването на помощ на рохиримците са използвани сигнални огньове, а елементът Червена стрела не присъства изобщо.
|  | Тази страница частично или изцяло представлява превод на страницата Red Arrow (Middle-earth) в Уикипедия на английски. Оригиналният текст, както и този превод, са защитени от Лиценза „Криейтив Комънс – Признание – Споделяне на споделеното“, а за съдържание, създадено преди юни 2009 година – от Лиценза за свободна документация на ГНУ. Прегледайте историята на редакциите на оригиналната страница, както и на преводната страница, за да видите списъка на съавторите. ВАЖНО: Този шаблон се отнася единствено до авторските права върху съдържанието на статията. Добавянето му не отменя изискването да се посочват конкретни източници на твърденията, които да бъдат благонадеждни. |